# Creepy Nuts
Creepy Nuts (クリーピーナッツ) est un duo de hip-hop japonais composé du rappeur R-Shitei et du compositeur DJ Matsunaga.

## Histoire
Kyōhei Nogami, dit R-Shitei, et Kunihiko Matsunaga, dit DJ Matsunaga, fondent le groupe en 2012.
Ils sortent leur premier album studio, intitulé Creep Show, le 11 avril 2018.
Le groupe est principalement connu pour son hit Bling-Bang-Bang-Born servant de générique de début à la saison 2 de la série Mashle: Magic and Muscles. Le titre a atteint la 2e place du Billboard Global 200, et a trôné 16 semaines à la 1re place du Japan Hot 100.
Le duo a également interprété les titres Daten (堕天) et Yofukashi no Uta (よふかしのうた), lesquels ont respectivement servis de générique de début et de générique de fin à la série d'animation Call of the Night.
Ils ont aussi interprété le titre Otonoke (オトノケ?) qui sert de générique d'introduction à la série animé Dandadan.

## Discographie

### Albums studio
- 2018 : Creep Show
- 2021 : Case
- 2022 : Ensemble Play
- 2025 : Legion[8]

### Mini-album
- 2020 : To Us Former Prodigies

### EP
- 2024 : Nidone / Bling-Bang-Bang-Born